# Ènnec I López
Ènnec I López fou el primer senyor històric de Biscaia. Va exercir la sobirania de Biscaia segons consta en inscripcions de 1017 i 1020: "Comes Enneco Lopiz Vizcayensis". Va gaudir a temporades la prefectura del comtat de .
L'any 1040 Ènnec I López és nomenat primer senyor de Biscaia governant la Biscaia nuclear (sense les Encartaciones ni el Duranguesat), exercint el càrrec en diferents etapes. També figura como a tinent d'Àlaba en 1030 i Durango en 1051. En 1063 rebé el senyoriu de Nájera. En 1076, amb la mort de Sanç IV de Pamplona i la invasió de Pamplona per Castella, com a senyor de Nàjera es declara vassall del rei de Castella. La Rioja i Biscaia queden sota la influència castellana i el govern de Nájera va passar al comte García Ordóñez, marit d'Urraca de Navarra, germana de Garcia Sanxes III de Pamplona, mentre que Ènnec va recuperar el senyoriu de Biscaia.
En 1076 va comprar unes cases a San Román de Cameros. Dona com a pagament "8 vaques parides i destetades i 20 sous de plata". El seu cunyat Ximeno Fortunión, tercer senyor dels Cameros i governador de Meltria, signà com a testimoni
En 1053 Íñigo i la seva esposa Toda Ortiz, donaren al monestir de San Juan de la Peña el castell i església del Gaztelugatxe i algunes heretats a Bermeo.